# 이지형 (가수)
이지형(1978년 3월 2일 ~ )은 대한민국의 가수이다. 1994년에 음악 그룹 '위퍼'를 결성해 2001년에 정식 데뷔하였으나, 2006년에 솔로 가수로 전향하였다. Toy 6집 뜨거운 안녕을 부르며, 객원보컬로 활동하였다.

## 대표작

### 음반
- 1집 라디오 데이즈(Radio Dayz)
- 2집 스펙트럼(Spectrum)
- 첫번째 소품집 바리스타 뮤직 볼륨 원 커피 앤 티(Barista Muzic Vol.1 Coffee & Tea)
- 두번째 소품집 (봄의 기적)
- 3집 청춘마끼아또
- 신년의 밤(Live)
- 세번째 소품집 (Duet)
- ep 환기
- 싱글 Duet with 권진아(2015), 찰칵(2015), 코끝이 찡(2015), 눈이 내려오면(2016), 널 사랑하겠어(2016), 벚꽃웨딩(2016), 겨울, For You(2016), 설레는 노래(2017), 기절 with 타린(2017), 희망고문 with 옥상달빛 김윤주(2017), Oh, Christmas(2017), STOP(2018), 사뿐사뿐(2019), 밤, 비(2019), I Miss You(2019), Your Summer(2020), 이런 건가 봐(2022),꼭 봄이 아니더라도(2022), 멀리 반짝 깜빡(2022), Thinking about you (2022), You and Me and Everything(2023), 어느 밤 취한 밤(2023), Evergreen(2023), 멋있게 살아줘(2023), 시절(2024), Run Baby Run(2024)